# おとり効果

おとり効果 （英: decoy effect、またはattraction effect or asymmetric dominance effect）とは、マーケティング用語の一つ。2つの選択肢の間でどちらにしようか迷っている消費者に対して、「どちらかに対して明らかに劣った」第3の選択肢（おとり選択肢）を提示した場合に、消費者が特定の選択肢を選ぶようになる傾向がある現象である。

## 概要
例えば、消費者にぜひ買って欲しい自社の看板製品「商品A」と、絶対に買って欲しくない他社のライバル製品「商品B」が市場に存在する場合を考える。どちらも優れている所と劣っているところがあって、消費者はどちらを選ぶか決めかねている。そのような市場に、「商品A」に対してあらゆる点で劣った「商品C」を投入するとする。
「商品C」は、「商品A」と比較すると全ての点において明白に劣っているが、一方で「商品B」と比較した場合は、ある点では劣ってある点では優れているという、絶妙なスペックを持つ。このような「商品A」「商品B」「商品C」が市場に存在する場合、多くの消費者が、少なくとも「商品C」に対しては全ての項目において優れていることが明白な「商品A」を選ぶようになり、「商品A」と「商品C」のどちらにも絶対的に優れているとは言えない「商品B」の方は選ばなくなる。 したがって「商品C」は、ライバルの「商品B」を蹴落として自社の「商品A」を選ばせるためにわざと誰も買わない商品を投入した「おとり商品」であると言える。 
おとり効果は、「人間が合理的に物事を考えて行動する」という前提の意思決定理論における「選択確率比の文脈独立」（複数の選択肢の中から一つの選択肢を選ぶ場合、「Aの選択肢」と「Bの選択肢」を選ぶ人の比率は、「Cの選択肢」の存在の有無には影響されないと言う説）に反する一例でもある。

## 具体例

### スマホの例
最新型スマホ「A-Phone」を含む考慮集合 (マーケティング用語。消費者が購入を検討している商品の集合)があるとする。消費者は一般的に、大きなメモリ容量（GB、ギガ）と低い価格を肯定的な属性として認識する。消費者は、より多くのデータを保存できる大容量のスマホを購入したいと言う気持ちもあるが、小容量でも安いスマホの方を購入したいと言う気持ちもある。 消費者の頭の中で、次の2つの商品が検討される。
|      | A-Phone  | B-peria  |
| ---- | -------- | -------- |
| 価格 | 40,000円 | 30,000円 |
| 容量 | 30ギガ   | 20ギガ   |

この状況では、消費者の中には、高価だが大きなメモリ容量の「A-Phone」の方を好ましく思う人もいれば、小さいメモリ容量だが安い「B-peria」の方を好ましく思う人もいる。
今ここに、A-Phoneを販売中の会社が、最新型だがスペックが微妙なスマホ「A-Phone XR」 、言い換えると「おとりスマホ」を市場に追加投入したとする。 それは同社の「ターゲット（マーケティング用語。ここでは「売りたい製品」）」である「A-Phone」、 ライバル会社の「競合製品」である「B-peria」のどちらよりも高価であり、 メモリ容量はライバル会社の「B-peria」よりも多いが、「A-Phone」よりは少ない。
|      | A-Phone (売りたい製品) | B-peria (競合製品) | A-Phone XR (おとり製品) |
| ---- | ---------------------- | ------------------ | ----------------------- |
| 価格 | 40,000円               | 30,000円           | 45,000円                |
| 容量 | 30ギガ                 | 20ギガ             | 25ギガ                  |

「A-Phone XR」（おとりスマホ）が市場に投入されたが、こんなものを消費者は誰も買わないであろうことは売る前から予測できる。と言うのも、「A-Phone XR」よりも安い値段で、もっと大容量の物が市場に存在するからである。すなわち「A-Phone」である…そういうわけで、考慮集合1だった時の状況と比較すると、考慮集合2の状況においては、優先的な選択肢である「A-Phone」の方を購入する人がより多くなる。「A-Phone XR」は、それ自身が消費者に好ましく思われることは全くないが、「A-Phone」や「B-peria」との比較対象としてふるまうことにより、消費者の好みに影響を与える。「A-Phone」は安さとメモリ容量の両方において「A-Phone XR」よりも優れている一方で、「B-peria」は「A-Phone XR」と比較すると単に安さが優れているだけでメモリ容量が少なく、ということは、ゴミのように無価値な「A-Phone XR」と比較して劣っている部分すら「B-peria」にはあるんだ…と言う考えに至った消費者は、以前よりも「A-Phone」の方を好ましく思うことが予想される。言うなれば「A-Phone XR」は、「A-Phone」の販売を増加させることを唯一の目的とする噛ませ犬である。
逆に、「B-peria」を販売中の会社によって、「A-Phone」と「B-peria」のどちらよりもメモリ容量が少なく、「B-peria」よりも高価だが「A-Phone」ほど高価ではないスマホ「B-peria Z」が投入されたとする。 
|      | A-Phone (競合製品) | B-peria (売りたい製品) | B-peria Z (おとり製品) |
| ---- | ------------------ | ---------------------- | ---------------------- |
| 価格 | 40,000円           | 30,000円               | 3,5000円               |
| 容量 | 30ギガ             | 20ギガ                 | 15ギガ                 |

結果は先ほどと似ている。消費者は「B-peria Z」を買わないだろう。なぜなら、それは全ての点において「B-peria」より劣っているからである。 しかし、先ほどの「A-Phone XR」が「A-Phone」の優先度を高める結果をもたらしたのに対して、「B-peria Z」は反対の効果を持ち、「B-peria Z」と比較するとあらゆる面で優れた「B-peria」の優先度を高める結果をもたらす。

### エコノミスト誌の広告の例
もう一つの例は行動経済学者ダン・アリエリーのベストセラー『予想通りに不合理』で紹介されたもので、エコノミスト誌の広告で本当に使われていた。エコノミスト誌の購読を促すサブスクリプション広告の画面において、以下の3つの選択肢があった。
1. web版エコノミストの定期購読 - 59ドル。Economist.comの1年間の定期購読。 1997年以降のエコノミスト誌による全ての記事へのオンラインアクセスを含む
2. 雑誌版エコノミストの定期購読 - 125ドル。雑誌版『エコノミスト』の1年間の定期購読
3. 雑誌版とweb版の両方のエコノミストの定期購読 - 125ドル。雑誌版『エコノミスト』の1年間の定期購読に加え、1997年以降のエコノミスト誌による全ての記事へのオンラインアクセス

2番目の「雑誌版の定期購読」と、3番目の「雑誌版とweb版の両方の定期購読」が同じ125ドルなので、「雑誌版とweb版の両方の定期購読」の方を契約した方がどう考えてもお得である…というのが人間の行いがちな「予想通りに不合理」な考え方である。アリエリーが実施した実験によると、上記のような選択肢を提示された場合、学生の16％が最初の「web版の定期購読」を選び、0％が2番目の「雑誌版の定期購読」を選び、84％が3番目の「雑誌版とweb版の両方の定期購読」を選んだ。誰も2番目の選択肢を選ばなかったという点で、2番目の選択肢の存在は一見無意味にも思えるが、2番目の選択肢を削除した場合、実験の結果は正反対のものとなった。すなわち、学生の68％が「web版のみ」の選択肢を選び、32％が「雑誌版とweb版」の選択肢を選んだ。 

## おとり効果の大きさの計測
被験者に実験を行い、「考慮集合に『おとり選択肢C』が存在しない場合、何％の被験者が『ターゲット選択肢A』を選択するか」と、「考慮集合に『おとり選択肢C』が存在する場合、何％の被験者が『ターゲット選択肢A』を選択するか」を比較することで、おとり効果の大きさを計測することが出来る。また、「『おとり商品C』を何円の価格に設定すれば消費者が『競合商品B』よりも『ターゲット商品A』を選択するか」の金額の大きさを比較することによっても、おとり効果の大きさを計測することができる。

## 研究
2018年、コロラド大学デンバー校と中国科学院の研究者は、中国の3つの食品工場で168人の労働者に対して行った実験を発表した。 実験の最初の20日間、労働者には、自分の手や作業場をきれいにするための消毒剤をスプレーボトル（消毒液をスプレーするのに使いやすい、普通の霧吹き）に入れた物を提供した。その後、研究者は、スプレーボトルの隣に、消毒液を使いづらい容器に入れた物、具体的に言うと消毒液をスクイズボトル（スポーツ選手がスポーツ飲料を飲むときによく使う水筒）や洗面器に入れた物を選択肢として労働者に提供した。このように「おとり選択肢」を提供した結果、スプレーボトルでちゃんと手や作業場を消毒する労働者は最初の60％から90％以上に増加した。

## 議論
おとり効果の存在と関連性に関する議論が最近更新された。 新しい研究では、おとり効果は現実的な購買シナリオには現れていないことが指摘されている。たとえば、選択肢が視覚的に表示されている場合や、ターゲットと競合他社が正確に同じ値でない場合でである。この研究の著者は、消費者がターゲットと競合製品との間にある他の製品にあまり関心が無い場合、製品の両方の要素（上にあげた例では、価格と記憶容量）がどちらも同じ次元で重要である場合、おとり製品の魅力が低すぎない場合、優劣の関係を理解するのが容易い場合、にのみ「おとり効果」が引き起こされることを強調している。最近の研究は、選択肢が視覚的に（つまり、散布図として）提示されたときに、おとり効果が持続することを実際に確認している。

## 参照
1. ↑  Huber, Joel; Payne, John W.; Puto, Christopher (1982). “Adding Asymmetrically Dominated Alternatives: Violations of Regularity and the Similarity Hypothesis”. Journal of Consumer Research 9 (1):  90–98. doi:10.1086/208899.
2. ↑  results, search (2009-06-06) (English). Predictably Irrational, Revised and Expanded Edition: The Hidden Forces That Shape Our Decisions (Revised and Expanded ed.). HarperCollins e-books
3. 1 2  Crosetto, Paolo; Gaudeul, Alexia (2016). “A monetary measure of the strength and robustness of the attraction effect”. Economics Letters 149:  38–43. doi:10.1016/j.econlet.2016.09.031. ISSN 0165-1765.
4. ↑  Association for Psychological Science (2018年5月17日). “Giving employees 'decoy' sanitizer options could improve hand hygiene”.   Eurekalert.com. 2018年11月12日閲覧。
5. ↑  Meng Li; Yan Sun; Hui Chen (May 14, 2018). The Decoy Effect as a Nudge: Boosting Hand Hygiene With a Worse Option. doi:10.1177/0956797618761374.
6. ↑  Yang, Sybil; Lynn, Michael (2014). “More Evidence Challenging the Robustness and Usefulness of the Attraction Effect”. Journal of Marketing Research 51 (4):  508–513. doi:10.1509/jmr.14.0020. ISSN 0022-2437.
7. ↑  Frederick, Shane; Lee, Leonard; Baskin, Ernest (2014). “The Limits of Attraction”. Journal of Marketing Research 51 (4):  487–507. doi:10.1509/jmr.12.0061. ISSN 0022-2437.
8. ↑  Dimara, Evanthia; Bezerianos, Anastasia; Dragicevic, Pierre (2017). “The attraction effect in information visualization”. IEEE transactions on visualization and computer graphics 23 (1):  471–480. doi:10.1109/TVCG.2016.2598594. ISSN 1077-2626.